# Rudnoe (Oblast' autonoma ebraica)
Rudnoe (in lingua russa Рудное) è un centro abitato dell'Oblast' autonoma ebraica, situato nell'Oblučenskij rajon.